# Central Fidelity Banks International 1984
Central Fidelity Banks International 1984 — жіночий тенісний турнір, що проходив на відкритих кортах з твердим покриттям у Ричмонді (США). Належав до Ginny Circuit в рамках Світової чемпіонської серії Вірджинії Слімс 1984. Тривав з 24 вересня до 30 вересня 1984 року. Перша сіяна Джоанн Расселл здобула титул в одиночному розряді.
На цьому турнірі відбувся найдовший за часом матч в історії в жіночому одиночному розряді, коли в першому колі Вікі Нелсон за 6 годин 31 хвилину перемогла Джін Гепнер з рахунком 6–4, 7–6(13–11). На тайбреку, що тривав 1 годину 47 хвилин відбувся найтриваліший в історії розіграш очка - 643 удари тривалістю 29-хвилинний.

## Фінальна частина

### Одиночний розряд
Джоанн Расселл —  Мікаела Вашингтон 6–3, 4–6, 6–2
- Для Расселл це був 3-й титул за сезон і 5-й — за кар'єру.

### Парний розряд
Елізабет Мінтер /  Джоанн Расселл —  Дженніфер Мундел-Reinbold /  Феліча Раск'яторе 6–4, 3–6, 7–6
- Для Мінтер це був 2-й титул за сезон і за кар'єру. Для Расселл це був 2-й титул за сезон і 4-й — за кар'єру.